# Werner Baptista
Werner Baptista (* 24. Juli 1946 in Zürich; † 2012 in Paris) war ein Schweizer Künstler der Art brut.

## Leben und Werk
Werner Baptista wuchs in Zürich in einer einkommensschwachen Familie auf und musste nach dem Schulunterricht in einer Bäckerei mithelfen, in der auch sein Vater arbeitete. Nach dem Abschluss der obligatorischen Schulzeit heuerte er im Alter von 16 Jahren auf einem Schiff an, kehrte aber nach einem Unfall nach Zürich zurück. Nach Schreibversuchen begann er als Autodidakt zu malen und zu collagieren. 1988 liess er sich in Paris nieder und lebte dort zuerst im Künstlerviertel Marais und ab 1991 nach einer kurzzeitigen Rückkehr in seine Vaterstadt im Stadtteil Passy weitgehend unbeachtet als freischaffender Künstler.
«Das Milieu der Pariser Strassenviertel ist ein prägender Faktor für Baptistas künstlerisches Schaffen. Sein Lebensraum, die Menschen und ihre Geschichten sind Inspirationsquelle für den Künstler. Migranten, Prostituierte, Obdachlose, Transvestiten, Menschen, die durch alle Maschen des sozialen Netzes gefallen sind, interessieren ihn, aber auch Ungleichheit, Ausgrenzung und soziale Ungerechtigkeit. In seinen Werken zeigt er eine Vorliebe für Aussenseiter, ein Gespür für die Abgründe des Daseins und eine aussergewöhnliche Fähigkeit in der Schilderung dieses Milieus. Wichtig sind diese Erinnerungen nicht nur als Zeitzeugnis, sondern auch als Beschreibung des Lebens eines Künstlers, der bis zu seinem Tod 2012 als Aussenseiter und Medium an den Grenzen der Gesellschaft künstlerisch wirkte.»
Das Museum im Lagerhaus in St. Gallen besitzt eine bedeutende Werkgruppe aus dem 2013 von Paris nach St. Gallen überführten Nachlass, darunter auch zahlreiche mit Collagen und Zeichnungen.

## Ausstellungen
- 2017 Museum im Lagerhaus, St. Gallen